# Сан-Карлос-де-Барилоче

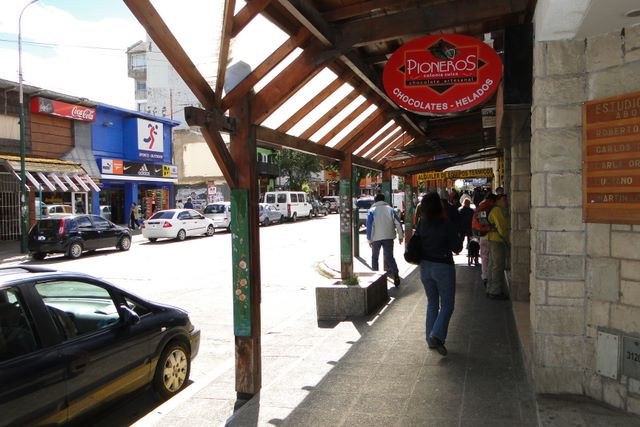
Главная улица города

Сан-Карлос-де-Барилоче (исп. San Carlos de Bariloche) — город в провинции Рио-Негро Аргентины, лежащий у подножия Анд. Численность населения в 2010 году составила 108 250 человек.

## Общие сведения

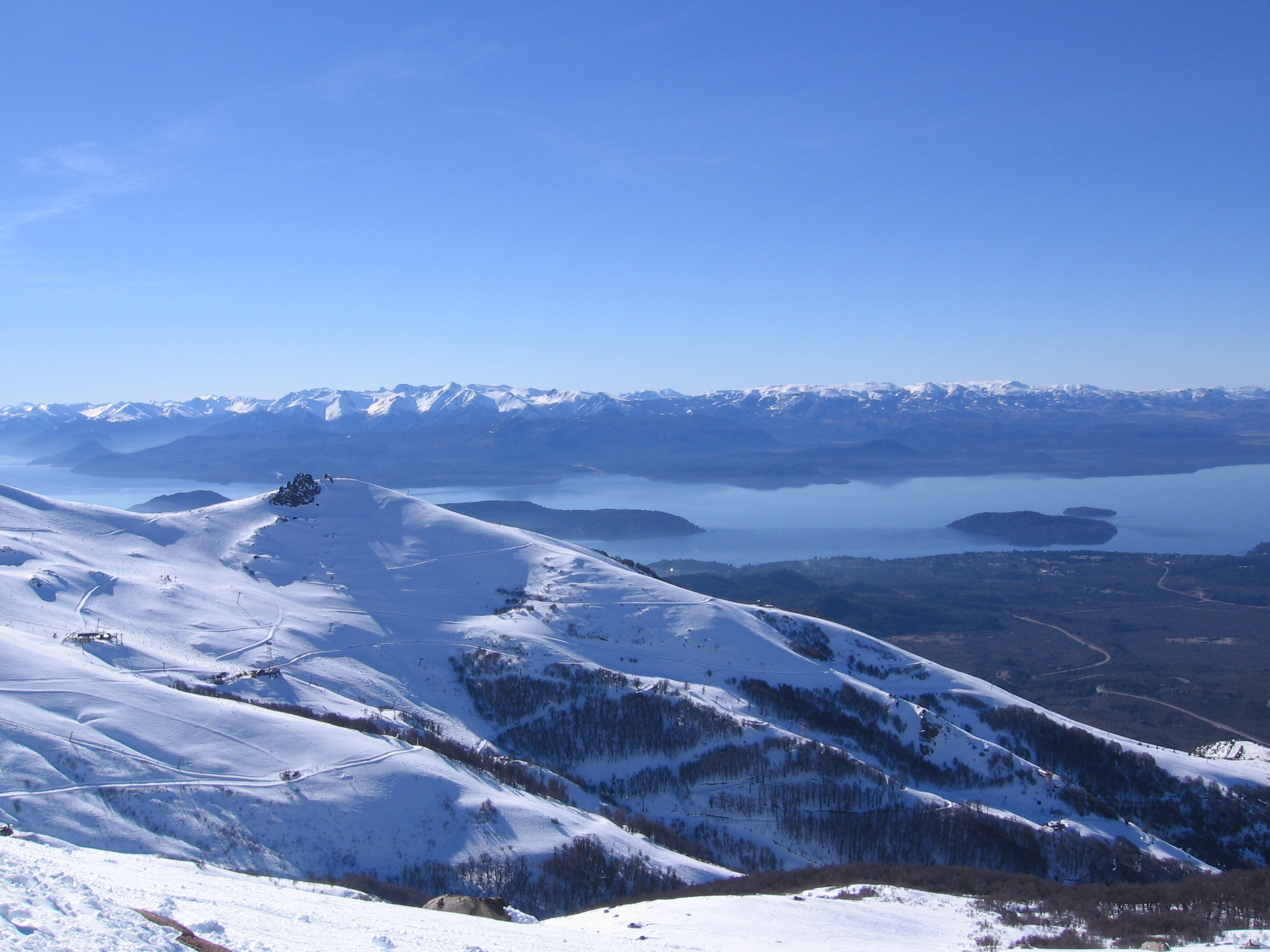
Гора Серро Катедраль

Окружён озёрами (Науэль-Уапи, Гутьерес, Морено и Маскарди) и горами (Тронадор, Серро-Катедраль и Серро-Лопес). Сан-Карлос-де-Барилоче является популярным местом отдыха иностранных туристов. Он известен своими лыжными курортами, а также достопримечательностями для обзора, водными видами спорта, трекингом и альпинизмом. Гора Серро Катедраль является одной из наиболее важных для лыжного спорта в Южной Америке.

## История
Название Барилоче идёт от арауканского слова Vuriloche, означающего «люди из-за гор». Оно пошло от использования племенем пойя для обозначения людей, пересекающих Анды, и долгое время держалось в секрете от европейских священников. С конца 19 века город заселяли немецкоговорящие эмигранты: швейцарцы, австрийцы, немцы, а также словенцы, итальянцы и чилийцы. Барилоче застраивался, как типичный альпийский городок, многие его здания были сделаны из дерева и камня. В последние десятилетия население города растет за счёт переселенцев из столицы и других регионов страны.
Абсолютный рекорд в области низких температур был установлен утром 17 июля 2017 года — отметка термометра опустилась до -25,4 °С (по температурным ощущениям показатель достигал -29 градусов).

## Галерея

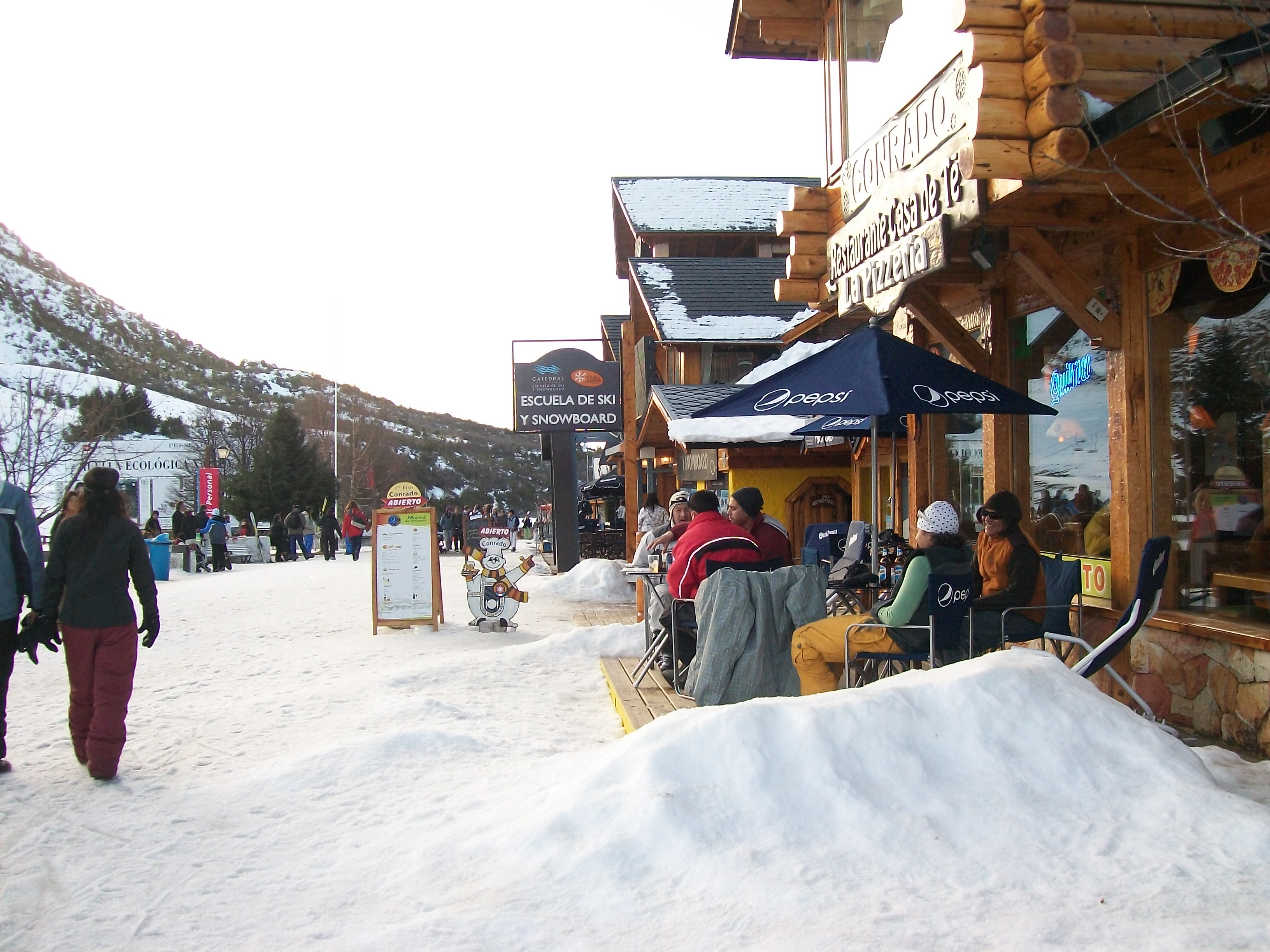
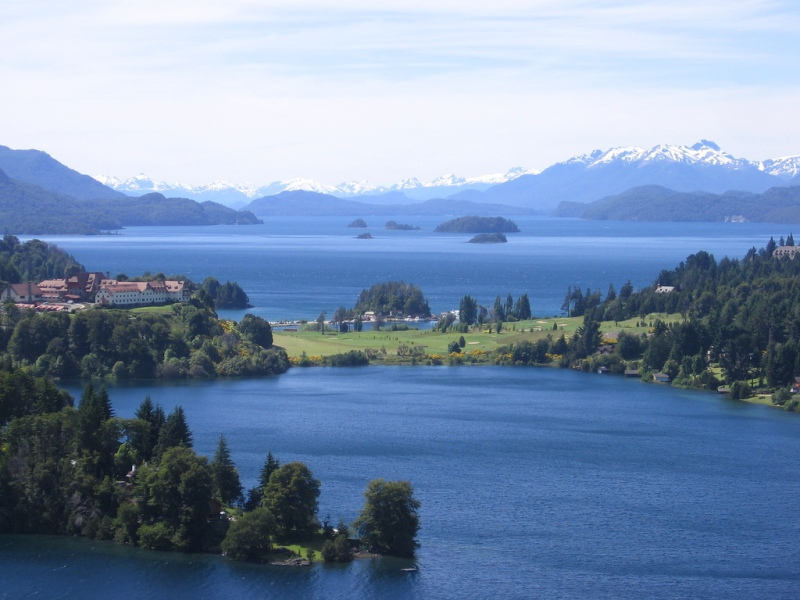
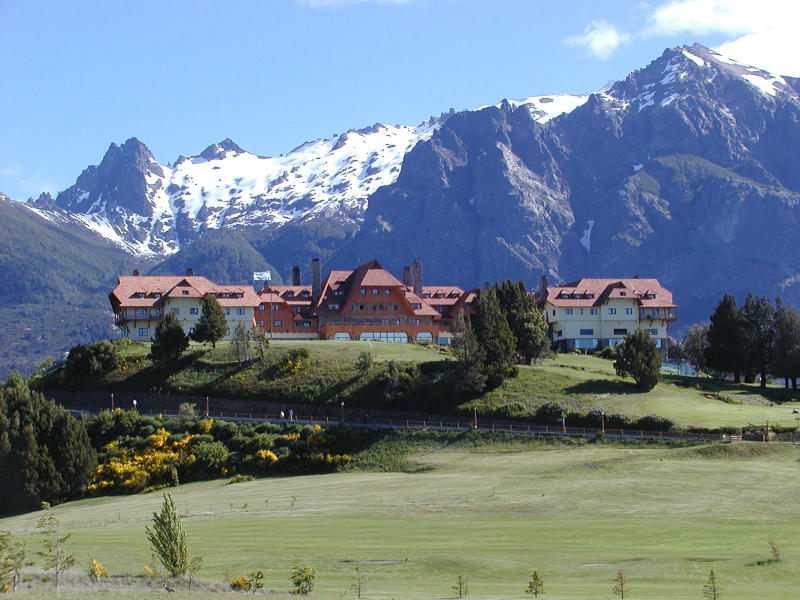
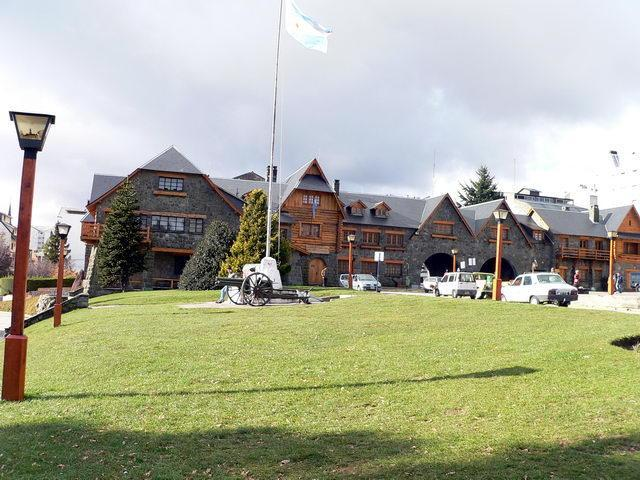
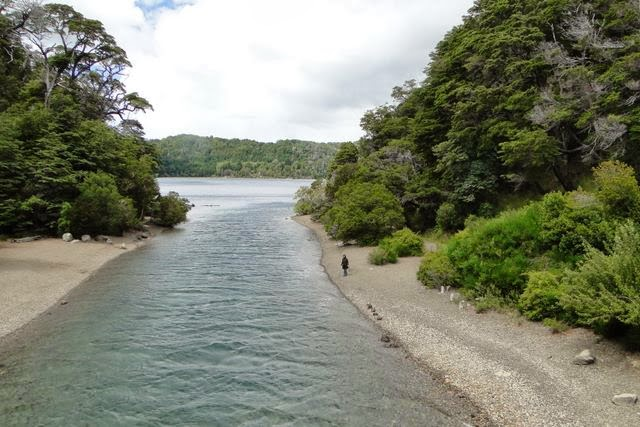
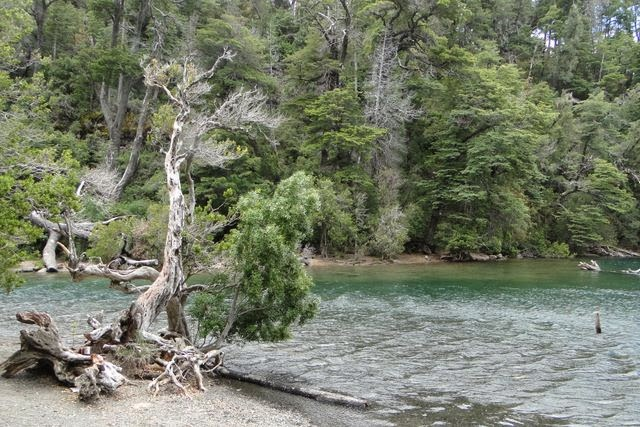
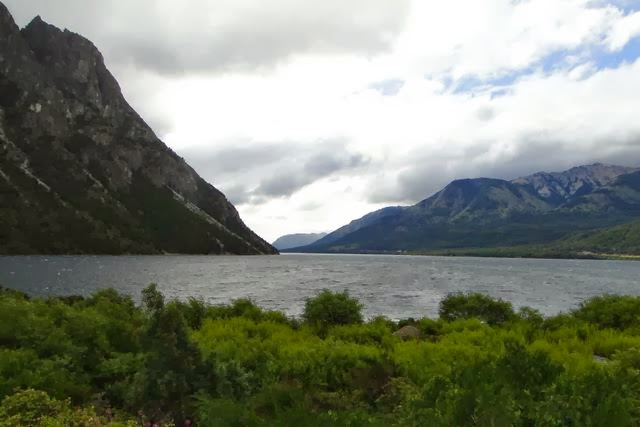
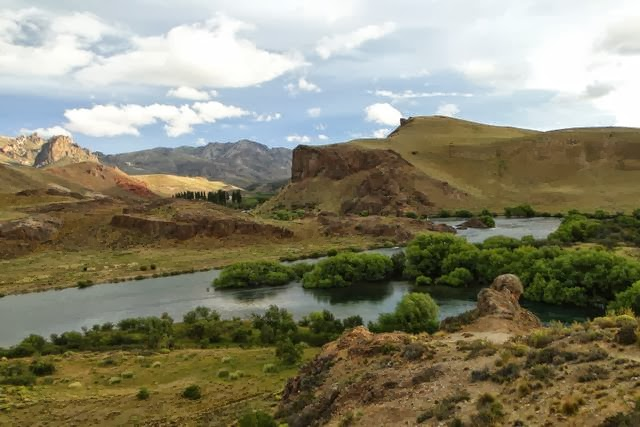

## Климат
| Показатель                                  | Янв. | Фев. | Март | Апр. | Май   | Июнь  | Июль  | Авг.  | Сен. | Окт. | Нояб. | Дек. | Год  |
| ------------------------------------------- | ---- | ---- | ---- | ---- | ----- | ----- | ----- | ----- | ---- | ---- | ----- | ---- | ---- |
| Средний максимум, °C                        | 21,5 | 22,0 | 19,0 | 14,6 | 10,1  | 6,7   | 6,4   | 7,9   | 10,7 | 14,0 | 17,3  | 19,7 | 14,3 |
| Средняя температура, °C                     | 13,9 | 13,8 | 11,5 | 8,2  | 5,3   | 2,7   | 2,5   | 3,5   | 5,1  | 7,5  | 11,3  | 12,5 | 8,1  |
| Средний минимум, °C                         | 6,4  | 5,7  | 4,0  | 1,8  | 0,6   | −1    | −1,4  | −0,9  | −0,5 | 1,1  | 3,5   | 5,4  | 2,0  |
| Норма осадков, мм                           | 22,2 | 21,7 | 29,2 | 53,5 | 134,0 | 140,7 | 128,7 | 115,6 | 57,8 | 38,8 | 24,8  | 32,0 | 779  |
| Источник: World Weather Information Service |      |      |      |      |       |       |       |       |      |      |       |      |      |